# Mary-Kate y Ashley Olsen
Mary-Kate Olsen y Ashley Olsen (Sherman Oaks, California; 13 de junio de 1986) son dos  exactrices y diseñadoras de moda estadounidenses, conocidas por la interpretación compartida del personaje Michelle Tanner en la comedia Full House (Tres por tres en Hispanoamérica y Padres forzosos en España). Nacidas en el seno de una familia católica, han trabajado desde los 9 meses de edad. Ambas hermanas han logrado fama internacional con numerosos trabajos en programas de televisión, películas y reportajes.
Desde su niñez han amasado una fortuna de millones de dólares gracias a sus negocios.
Ambas se hicieron conocidas a los nueve meses de edad en el papel de Michelle Tanner en la serie Full House. Mary-Kate interpretó a Michelle desde 1987 hasta 1995. A principios de 1990, las gemelas establecieron una empresa, Dualstar, que produjo una larga serie de películas para la televisión.
A mediados de 2004, Mary-Kate Olsen anunció que había entrado en un tratamiento de un trastorno de alimentación, anorexia. En marzo de 2012, Mary-Kate y su hermana gemela, comentaron su interés en dejar de actuar para centrarse en su carrera en la moda, incluyendo la apertura de una boutique, considerando sus propias tendencias, en lugar de actuar, como su futuro.
Las Olsen han aparecido en la lista de Forbes "Celebrity 100" desde el año 2002; en 2007, la revista Forbes las clasificó en conjunto como las undécimas mujeres más ricas del mundo del entretenimiento, con un valor neto estimado de $100 millones, y para el año 2018 Forbes estimó sus ganancias en unos  $500 millones de dólares.
En 2015, se anunció que John Stamos firmó con Netflix para producir y coestrenar Fuller House, un spin-off de Full House que reuniría a los miembros del reparto original para una serie de 13 episodios. Mary-Kate y Ashley decidieron y anunciaron en mayo del 2015 que no repetirían su papel de Michelle Tanner en la serie.

## Carrera

### 1986-2003: primeros años, «Full house» y fama

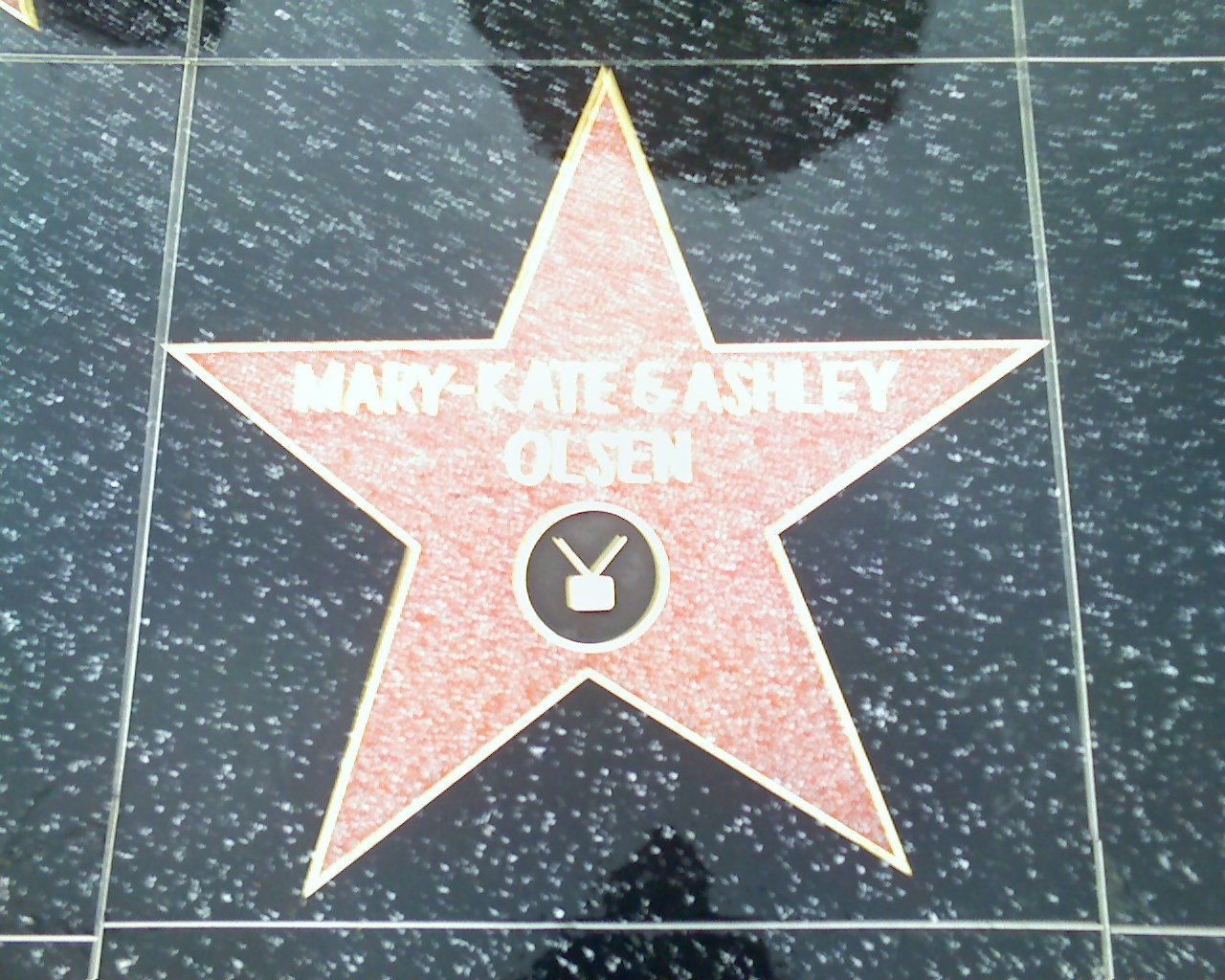
La estrella de las gemelas Olsen en el Paseo de la fama de Hollywood.

Las gemelas Olsen nacieron en Sherman Oaks, un suburbio de Los Ángeles (California), hijas de David Olsen y Jarnette Fuller. Tienen un hermano mayor, Trent, una hermana menor, Elizabeth Olsen quien también es actriz, y dos jóvenes medio hermanos, Taylor y Jake, del segundo matrimonio de su padre McKenzie. Sus padres se divorciaron en 1995. En ese mismo año las dos Olsen protagonizaron la película "Dos por el precio de una". 
En 1997, las hermanas Olsen participaron en un episodio de Sister, Sister, junto a Tia y Tamera Mowry. Después de Full House, las hermanas protagonizaron otras dos comedias, una de ellas era una serie de dibujos animados, cada uno de los cuales duró solo una temporada, mientras que tan poco tiempo duró dos estaciones.

### 2004: riqueza, empresa Dualstar y diseño de moda

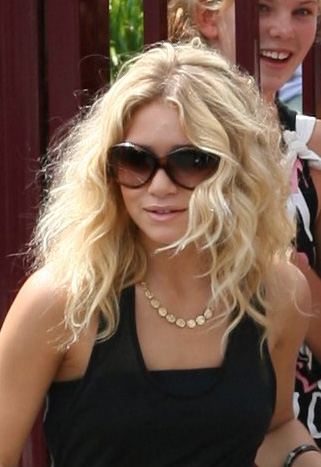
Ashley Olsen en febrero del 2006

Junto con una serie de acuerdos de licencia para sus nombres y semejanzas, las Olsen se hicieron ricas a una edad temprana. En 2004, la riqueza de ambas se estimaba en 137 millones de dólares. Ese mismo año, tanto Ashley como Mary-Kate se convirtieon en copresidentas de la compañía Dualstar (creada en 1993 tras el éxito de la serie Full House). La marca vendió en más de 3000 tiendas en Estados Unidos y 5300 tiendas en todo el mundo.
Después de un gran volumen de interés público en sus elecciones de moda, las gemelas Olsen trabajaron en una serie de líneas de moda a disposición del público. Las Olsen comenzaron una línea de ropa en Wal-Mart tiendas de todo Estados Unidos para niñas de 4 a 14 años, así como una línea de belleza llamada «Mary-Kate y Ashley: Moda real para chicas reales». En 2004 fue noticia la firma de un compromiso para que todos los trabajadores que cosen en su línea de ropa en Bangladés tengan permiso de maternidad completo.

### 2005-2011: actuaciones en solitario

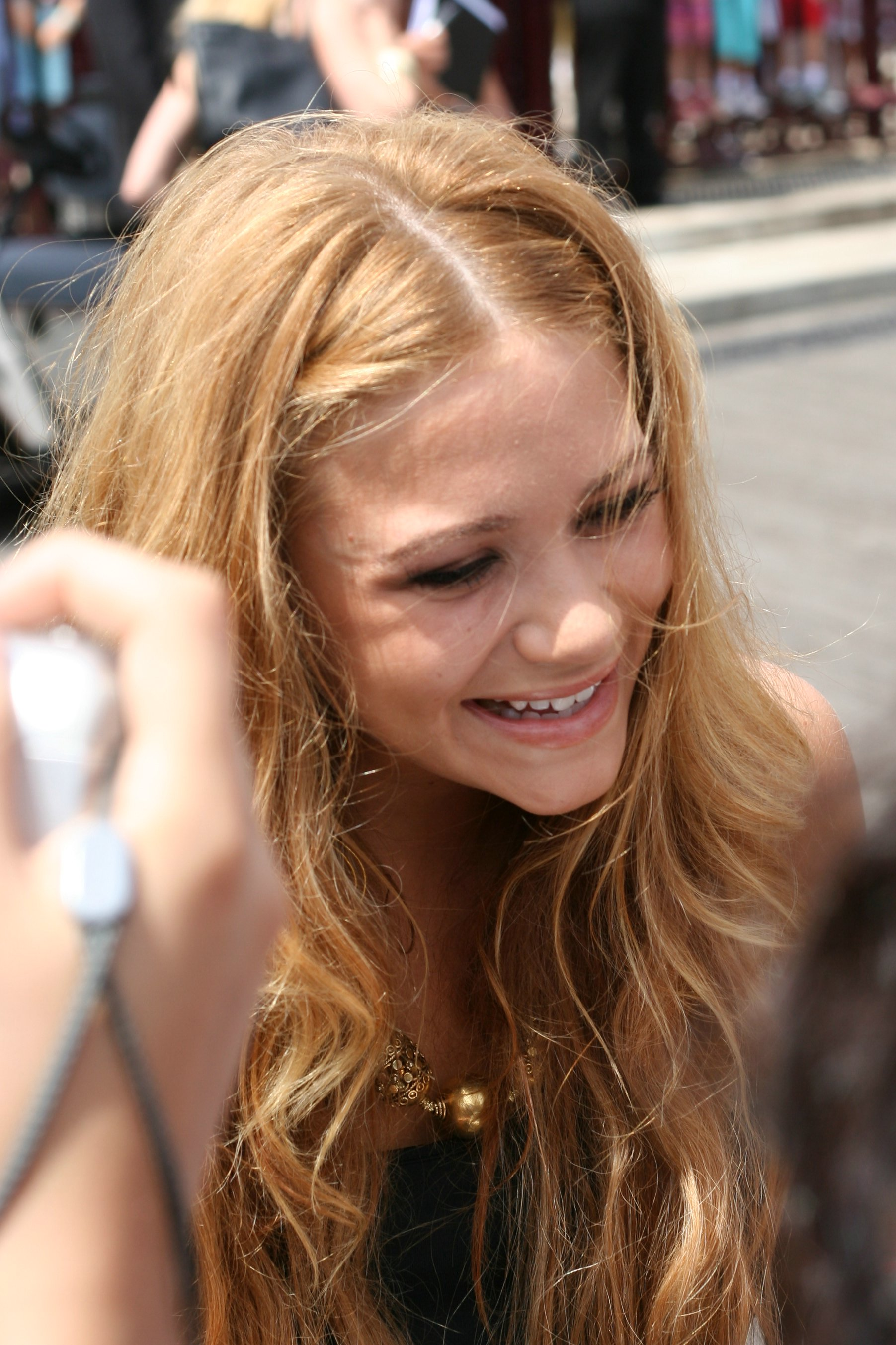
Mary-Kate Olsen en febrero de 2006

En su primera actuación en solitario, Mary-Kate Olsen hizo una aparición en la película Factory Girl, lanzada en diciembre de 2006. Una escena corta de Olsen fue finalmente cortada de estreno en los cines, pero fue incluida en el DVD de la película. En 2007, las Olsen dijeron que si se involucraban en las películas juntas de nuevo sería como productoras. Mary-Kate Olsen tuvo un papel recurrente en la serie Weeds como Tara Lindman. Apareció en la película The Wackness (de 2008) como Unión.
Mary-Kate Olsen hizo una aparición en un episodio de 2008 en la comedia de ABC Samantha Who?, interpretando a una chica autodestructiva a quien Samantha, al hacer servicio comunitario, trata de ayudar. Mary-Kate Olsen apareció en la película Beastly, basada en el libro de Alex Flinn. Olsen firmó para interpretar a Stacey en la película La historia de una chica, sin embargo fue cancelada. Además en 2008, las dos Olsen hicieron un libro con entrevistas a los diseñadores de moda que han inspirado las líneas de la moda de las Olsen.
En 2011 Mary-Kate interpretó a Kendra Hilferty en la película Beastly, una compañera gótica del colegio de un muchacho que lo tiene todo, es guapo, inteligente, rico y oportunista, y con tendencia a humillar públicamente a los compañeros de instituto que considera poco atractivos.
En marzo de 2012, las gemelas Olsen expresaron su interés en dejar de actuar con el fin de centrarse en su carrera en la moda, incluyendo la apertura de una tienda de moda.
En 2015 las gemelas volverían a aparecer en la serie Full House. El anuncio de la serie dejó dudas acerca de si Mary-Kate y Ashley Olsen (Michelle Tanner) se involucrarían en la nueva serie. Un día después del anuncio, Mary-Kate mencionó que ella y su hermana se habían "acabado de enterar al respecto" y que tenían la intención de ponerse en contacto con los creadores del programa para "ver lo que está pasando". Ashley dijo que planeaba llamar a Bob Saget, para "conseguir su perspectiva". Las hermanas decidieron no regresar a la serie en mayo de 2015. En julio de 2015, el director de contenido de Netflix, Ted Sarandos, dijo que aún era posible que las Olsen volvieran como "Michelle" si así lo deseaban, a pesar de que finalmente no lo hicieron. En enero de 2016, se reveló que Ashley Olsen optó por no volver debido al hecho de que no había actuado en más de diez años. Mary-Kate dijo que estaba dispuesta a repetir el papel, pero no pudo debido a problemas de agenda. Después de esto, los autores revelaron que Michelle estaría ausente en la serie al estar muy ocupada lanzando una carrera de moda en la ciudad de Nueva York. En enero de 2016, se reveló que se había contactado con la hermana menor de las gemelas Olsen, Elizabeth Olsen, para ver si le interesaría retratar a Michelle pero, en última instancia, rechazó la oferta.

## Libro
En 2008, Mary-Kate y Ashley Olsen escribieron Influencia, un libro que presenta entrevistas con los diseñadores de moda que han inspirado líneas de moda de las Olsen.

## Vida personal

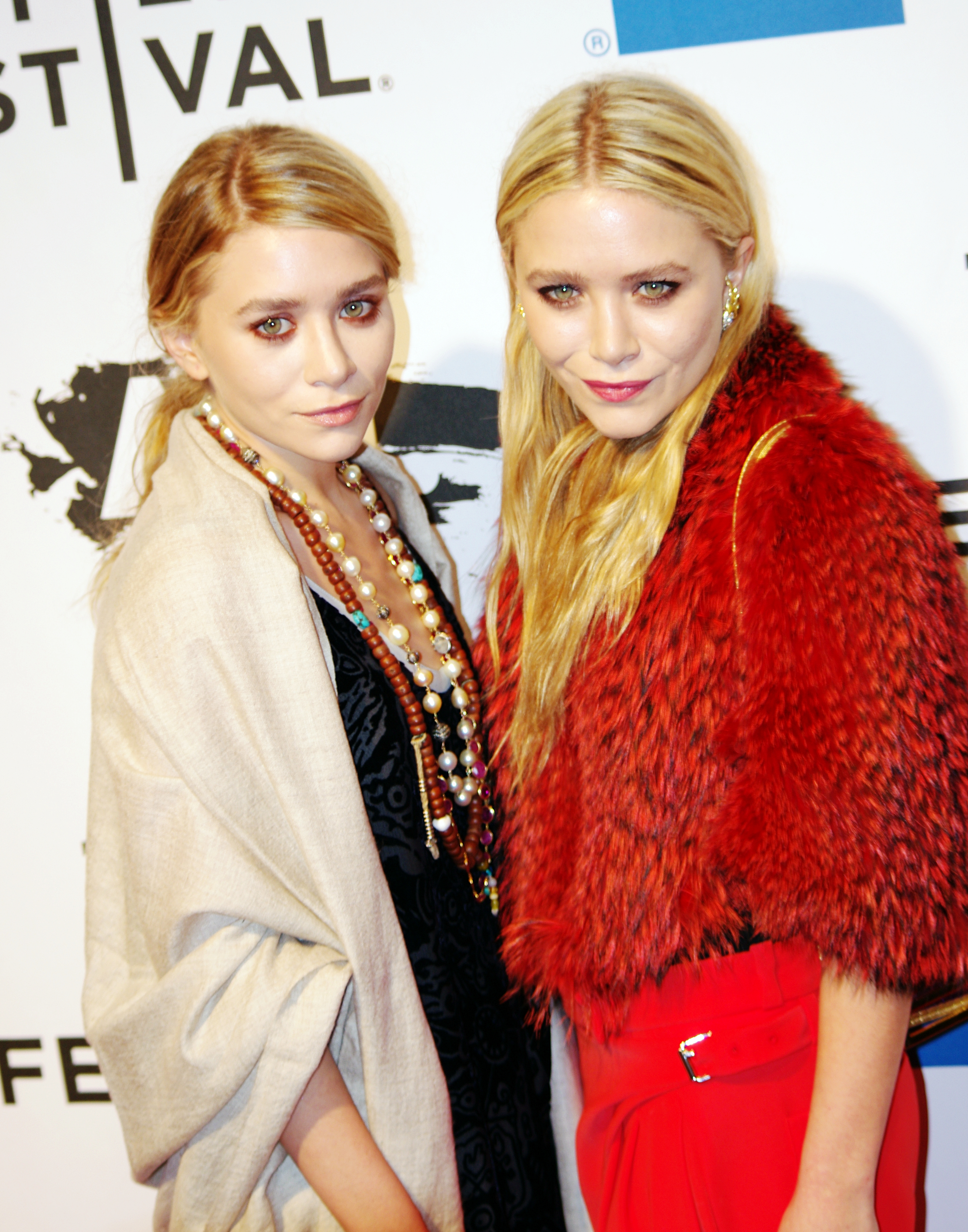
Ashley y Mary-Kate Olsen en el Festival de cine de Tribeca en 2011

Entre 2001 y 2002, Mary-Kate mantuvo una relación en secreto con Deryck Whibley de Sum 41. Él se sumó a un viaje a Italia junto a las gemelas para grabar When In Rome y recorrer el país. No hay mucha información sobre esta relación porque no han hablado públicamente del tema ni aparecieron públicamente juntos, pero Whibley revelaría en 2016 que Olsen fue su primera novia seria y que dicha ruptura le provocó un tremendo miedo a las relaciones amorosas, que superó tras empezar a salir con Avril Lavigne. Después de romper con Whibley en 2002, Mary-Kate saldría brevemente con Max Winkler. Ashley también tendría una relación amorosa en ese entonces. En 2004, Spencer Pratt vendió una foto de Mary-Kate ebria por 50000 dólares. Pratt aseguró estar orgulloso de ello y que acabó odiando a Olsen por su inmadurez.
En ese año, se dio a conocer que Mary-Kate sufría anorexia. Ese mismo año, ambas hermanas se graduaron de la escuela Campbell Hall y comenzaron a asistir a la Universidad de Nueva York. Ambas se retiraron de la Universidad de Nueva York el año siguiente (2005), con pocos meses de diferencia, y regresaron a California.
A las gemelas Olsen se les otorgaron estrellas en el Paseo de la fama de Hollywood en 2004.
En 2005, las Olsen presentaron una demanda de 40 millones de dólares contra la revista National Enquirer por implicarlas en un escándalo de drogas. Su caso fue desestimado por un tribunal federal de Los Ángeles en noviembre del mismo año.
También en 2005, Mary-Kate Olsen terminó su romance con el heredero naval griego Stavros Niarchos III por culpa de Paris Hilton y Deryck Whibley (quienes fueron pareja en 2003 y se vengaron). «Lo extraño y lo adoro», dijo Mary-Kate. Hilton y Niarchos estuvieron hasta 2007 juntos. Después comenzó una relación con el hermano menor del difunto artista de Nueva York Dash Snow, desde septiembre de 2006 hasta el verano de 2007. En 2008, Mary-Kate Olsen se vio involucrada en la muerte de Heath Ledger y decidió no declarar. En ese año comenzó a salir con el artista Nate Lowman. Los dos se separaron en febrero de 2010. En mayo de 2012, se reveló que Mary-Kate Olsen estaba saliendo con Olivier Sarkozy, medio hermano del expresidente de Francia, Nicolas Sarkozy. En una entrevista de 2010 con la revista Marie Claire, Mary-Kate reveló que no tiene buenos recuerdos de su infancia, pero que no se arrepiente de ella.
El 27 de noviembre de 2015, Mary-Kate Olsen contrajo matrimonio con Olivier Sarkozy, con el que mantenía una relación desde 2012. En abril de 2020 saltó la noticia de que Olsen solicitó un divorcio de emergencia. El proceso finalizó en enero de 2021.
En enero de 2023, Ashley contrajo matrimonio en secreto con Louis Eisner, con quien lleva una relación desde 2017. En agosto de 2023 se confirmó que Ashley y Louis le habían dado la bienvenida a su primer hijo, un niño llamado Otto.

## Filmografía

### Cine
| Año  | Título                                                              | Mary Kate Olsen                                     | Ashley Olsen                                      |
| ---- | ------------------------------------------------------------------- | --------------------------------------------------- | ------------------------------------------------- |
| 1992 | Vamos hacia la casa de la abuela                                    | Sarah Thompson                                      | Julie Thompson                                    |
| 1993 | Doble trabajo y doble problema                                      | Kelly Farmer/Joven Tía Sofía                        | Lynn Farmer / Joven Tía Agatha                    |
| 1994 | Una pandilla de pillos                                              | melliza n.º 2                                       | melliza n.º 1                                     |
| 1994 | Que divertido es el Oeste                                           | Susie Martin                                        | Jessica Martin                                    |
| 1995 | It Takes Two                                                        | Amanda Lemmon                                       | Alyssa Callaway                                   |
| 1998 | Billboard Dad (Un papá de película)                                 | Tess Tyler                                          | Emily Tyler                                       |
| 1999 | Switching Goals (Cambiando metas)                                   | Samantha Sam Stanton                                | Emma Stanton                                      |
| 1999 | Passport to Paris (Pasaporte a París)                               | Melanie Mel Porter                                  | Allyson Ally Porter                               |
| 2000 | Our Lips Are Sealed (Nuestros labios están sellados)                | Maddie Parker / Maddy Turtleby / Karla Frauenfelder | Abby Parker / Abby Turtleby / Andrea Frauenfelder |
| 2001 | Winning London (El futuro en sus manos)                             | Chloe Lawrence                                      | Riley Lawrence                                    |
| 2001 | Holiday in the Sun (Vacaciones en el sol)                           | Madison Stewart                                     | Alex Stewart                                      |
| 2002 | Getting There (Llegando al destino)                                 | Kylie Hunter                                        | Taylor Hunter                                     |
| 2002 | When in Rome (Un verano en Roma)                                    | Charli                                              | Leila                                             |
| 2003 | The Challenge (El desafío)                                          | Shane Dalton                                        | Elizabeth Lizzie Dalton                           |
| 2003 | Charlie's Angels: Full Throttle (Los ángeles de Charlie: Al límite) | futuras ángeles                                     | futuras ángeles                                   |
| 2004 | New York Minute (Muévete esto es Nueva York)                        | Roxy Ryan                                           | Jane Ryan                                         |
| 2005 | Saturday Night Live                                                 |                                                     | ella misma                                        |
| 2005 | E! True Hollywood Story                                             | Jamie                                               |                                                   |
| 2006 | Factory Girl                                                        | Molly Spence                                        |                                                   |
| 2007 | Celebrity Shit                                                      |                                                     | Hilary Dunkan                                     |
| 2009 | La teoría del tirón                                                 |                                                     | Besando a la niña # 3                             |
| 2010 | Todavía estoy aquí                                                  |                                                     | sin acreditar                                     |
| 2011 | Beastly                                                             | Kendra Hilferty                                     |                                                   |

### Televisión
| Año       | Título                                    | Mary Kate Olsen                         | Ashley Olsen                          |
| --------- | ----------------------------------------- | --------------------------------------- | ------------------------------------- |
| 1987-1995 | Full House                                | Michelle Elizabeth Tanner               | Michelle Elizabeth Tanner             |
| 1991-1998 | ABC TGIF                                  | Michelle Elizabeth Tanner               | Michelle Elizabeth Tanner             |
| 1992      | Vivir con Mr. Cooper                      | Michelle Elizabeth Tanner               | Michelle Elizabeth Tanner             |
| 1995-2000 | You're Invited to Mary-Kate & Ashley's... | Ellas mismas                            | Ellas mismas                          |
| 1997      | Sister, Sister                            | Mary-Kate Olsen                         | Ashley Olsen                          |
| 1998-1999 | Two of a kind                             | Mary-Kate Burke                         | Ashley Burke                          |
| 2000      | 7th Heaven                                | Carol Murphy                            | Sue Murphy                            |
| 2001-2002 | Mary-Kate and Ashley in Action!           | Mary-Kate / Agente Especial Misty (voz) | Ashley / Agente Especial Amber (voz). |
| 2001-2002 | So Little Time                            | Riley Carlson                           | Chloe Carlson                         |
| 2004      | Los Simpson                               | Ellas mismas                            | Ellas mismas                          |
| 2007      | Weeds                                     | Tara                                    |                                       |
| 2008      | El Wackness                               | Unión                                   |                                       |
| 2008      | Samantha ¿qué?                            | Natalie                                 |                                       |
| 2009      | Entertainment tonight                     |                                         | Jennifer Carten                       |

### Videojuegos
| Año  | Título                                                | Mary Kate Olsen | Ashley Olsen |
| ---- | ----------------------------------------------------- | --------------- | ------------ |
| 2002 | Mary-Kate y Ashley: Sweet 16 - Licencia para conducir | Mary-Kate (voz) | Ashley (voz) |

### Videos
| Año  | Título                                                                                                  | Mary Kate Olsen | Ashley Olsen |
| ---- | --- | --------------- | ------------ |
| 1994 | Las aventuras de Mary-Kate y Ashley: El caso de Thorn Mansion                                           | Mary-Kate       | Ashley       |
| 1994 | Las aventuras de Mary-Kate y Ashley: el caso de Logical i Ranch                                         | Mary-Kate       | Ashley       |
| 1995 | Estás invitado a la fiesta de pijamas de Mary-Kate y Ashley                                             | Mary-Kate       | Ashley       |
| 1995 | Las aventuras de Mary-Kate y Ashley: El caso del mundo marino Aventura                                  | Mary-Kate       | Ashley       |
| 1995 | Las aventuras de Mary-Kate y Ashley: el caso del crucero misterioso                                     | Mary-Kate       | Ashley       |
| 1995 | Las aventuras de Mary-Kate y Ashley: El caso del misterio de Fun House                                  | Mary-Kate       | Ashley       |
| 1995 | Las aventuras de Mary-Kate y Ashley: El caso de la Navidad Caper                                        | Mary-Kate       | Ashley       |
| 1996 | Estás invitado a la fiesta en la playa hawaiana de Mary-Kate y Ashley                                   | Mary-Kate       | Ashley       |
| 1996 | Las aventuras de Mary-Kate y Ashley: el caso de la misión del campamento espacial de los Estados Unidos | Mary-Kate       | Ashley       |
| 1996 | Las aventuras de Mary-Kate y Ashley: el caso del encuentro con tiburones                                | Mary-Kate       | Ashley       |
| 1996 | Las aventuras de Mary-Kate y Ashley: el caso del hotel Who-Done-It                                      | Mary-Kate       | Ashley       |
| 1997 | Estás invitado a la fiesta de Mary-Kate y Ashley's Mall                                                 | Mary-Kate       | Ashley       |
| 1997 | Estás invitado a la fiesta de Navidad de Mary-Kate y Ashley                                             | Mary-Kate       | Ashley       |
| 1997 | Estás invitado a la fiesta de cumpleaños de Mary-Kate y Ashley                                          | Mary-Kate       | Ashley       |
| 1997 | Estás invitado a la fiesta de ballet de Mary-Kate y Ashley                                              | Mary-Kate       | Ashley       |
| 1997 | Las aventuras de Mary-Kate y Ashley: El caso del misterio del volcán                                    | Mary-Kate       | Ashley       |
| 1997 | Las aventuras de Mary-Kate y Ashley: el caso de la aventura de la Marina de los Estados Unidos          | Mary-Kate       | Ashley       |
| 1998 | Estás invitado a la fiesta de disfraces de Mary-Kate y Ashley                                           | Mary-Kate       | Ashley       |
| 1998 | Estás invitado a la fiesta de acampada de Mary-Kate y Ashley                                            | Mary-Kate       | Ashley       |
| 1999 | Estás invitado a la fiesta de la moda de Mary-Kate y Ashley                                             | Mary-Kate       | Ashley       |
| 2000 | Estás invitado a la fiesta de baile escolar de Mary-Kate y Ashley                                       | Mary-Kate       | Ashley       |
| 2000 | Estás invitado a las mejores fiestas de Mary-Kate y Ashley                                              | Mary-Kate       | Ashley       |
| 2000 | Las increíbles aventuras de Mary-Kate y Ashley                                                          | Mary-Kate       | Ashley       |
| 2000 | Las aventuras favoritas de Mary-Kate y Ashley                                                           | Mary-Kate       | Ashley       |
| 2013 | 30 Seconds to Mars: City of Angels                                                                      |                 | Ashley Olsen |